# 9K52 Luna
FROG-7 je posljednja inačica iz obitelji projektila FROG (NATO : Free Rocket Over Ground). To su nevođeni projektili kratkog dometa. Rakete FROG-7 su se transportirale i lansirale s vozila ZIL-135. Velika mana ovog sustava je što svoj cilj može promašiti za čak 900-1000 metara, što ga čini jako nepreciznim. FROG-7 se masovno izvozio tako da ga posjeduju gotovo sve zemlje istočnog bloka. Bojne glave mogu ponijeti 450 kg konvencionalnog eksploziva, 450 kg nuklearnog eksploziva ili 36 kg kemijskog oružja.Jedno vozilo je na sebi nosilo jednu raketu na kliznom lanseru. Uz glavo vozilo, raketni bataljun su činila i pomoćna vozila:vozilo s dodatnim raketama, radarsko vozilo. Svaki lanser je imao i hidrauličku dizalicu, pomoću koje su postavljali rakete na vozilo. Jednoj je jedinici bilo potrebno oko 20 minuta da se namjesti i pripremi za lansiranje.
Razvoj strateškog raketnog sustava FROG-7 je počeo šezdesetih godina prošlog stoljeća u Sovjetskom Savezu. Prvo testno lansiranje je obavljeno 27. prosinca 1964., a u serijsku proizvodnju je uveden 1967.

## Karakteristike
- Dužina rakete:    9 m
- Minimalni domet:  11 km
- Maksimalni domet: 68 km
- Težina:           2.5-2.8 t
- Bojna glava:     eksplozivna, kemijska, nuklearna

## Povijest korištenja
Sustav se koristio u Iračko-iranskom ratu, u Čečeniji, Izraelsko-Arapskim sukobima, Zaljevskom ratu itd. Raketni sustav FROG-7 se nalazio u sastavu bivše JNA te se koristio u Domovinskom ratu i u ratu u BiH.

## Projekti modernizacije
U nekolko navrata, nakon raspada SSSR-a, pokretani su projekti moderinizacije ovog sustava ali nijedan nije potpuno zaživio. FROG-7 je više zastario sustav i zamijenjen je mnogo efikasnijim i preciznijim sustavom SS-21 koji ima već domet od 120 km.